# Potez 630/631
Potez řady 63. byl francouzský dvoumotorový víceúčelový dolnoplošník s dvojitou SOP, který byl používán za druhé světové války. Byl ekvivalentem německého Messerschmittu Bf 110.

## Vznik
Typ vznikl na základě specifikací francouzského ministerstva letectví z 31. října 1934, které požadovalo výkonný stroj pro stíhání, doprovod bombardérů a noční stíhání. Rychlost požadovaného stroje měla dosahovat 450 km/h v hladině 4000 m s dvou až tříčlennou posádkou. Požadovanou hlavňovou výzbroj měly tvořit dva pevné kanóny ráže 20 mm společně s obranným kulometem.
Na specifikace reagovaly francouzské společnosti vypracováním projektů Breguet Bre.690, Hanriot H.220, Loire-Nieuport L-N.20, Romano model 110 a Potez 63.
K pohonu prvního prototypu Potez 63-01, jehož označení bylo později změněno na Potez 630-01, byla určena dvojice dvouhvězdicových čtrnáctiválců Hispano-Suiza 14 Hbs s výkonem po 433 kW.

## Vývoj
První prototyp vzlétl 25. dubna 1936 v Méaulte, za jehož řízení usedl šéfpilot Fred Nicole. V průběhu roku 1936 došlo u prototypu k výměně dřevěné vzpěrové dvojité SOP za celokovovou samonosnou, instalaci definitivního podvozku a řada dalších úprav. Letoun následně prošel testy ve zkušebním středisku letadel CEMA ve Villacoublay a později ve zkušebním středisku výzbroje v Cazaux. V této době již stroj létal se vzduchem chlazenými čtrnáctiválci Hispano-Suiza HS 14AB-02/03 s maximálním výkonem po 500 kW ve výšce 4000 m.
Odpovědnost za dokončení druhého rozpracovaného prototypu Potez 631-01 přešla po znárodnění 23. prosince 1936 firmy Potez na státní koncern SNCAN (Société Nationale de Constructions Aéronautiques du Nord). Jeho zálet provedl na počátku března 1937 zkušební pilot Georges Détré. Během přistání byl druhý prototyp, poháněný motory Gnome-Rhône 14M Mars, poškozen natolik, že jej odborníci z CEMA mohli převzít ke zkouškám až v listopadu 1937.
V květnu roku 1937 se Technická správa letectva při výběru nového typu víceúčelového letounu přiklonila k prototypům Potez 630/631 a koncernu SNCAN předala předběžnou objednávku na vývoj a dodávku dalších deseti experimentálních strojů. Skupinu měly tvořit tři třímístné stíhací stroje Potez 630-C3, jeden třímístný noční stíhací Potez 630-CN3, dva třímístné stíhací Potezy 631-C3, jeden cvičný dvoumístný Potez 631-Ins s dvojím řízením, jeden dvoumístný lehký bombardovací Potez 633-B2, jeden dvoumístný bombardovací/bitevní Potez 639-AB2 a jeden třímístný Potez 637-A3 s podtrupovou gondolou určený k taktickému průzkumu a podpoře pozemních jednotek.
V červnu 1937 převzal SNCAN od Technické správy letectva předběžnou objednávku na produkci třiceti třímístných stíhacích letounů Potez 631-C3 a deseti dvoumístných cvičných Potez 631-Ins s pohonnými jednotkami Gnome-Rhône. Obava z nedostatku těchto motorů vedla k uzavření smlouvy na výrobu osmdesáti exemplářů Potez 630-C3 s agregáty Hispano-Suiza 14AB-10/11. Potezy 630 z prvních dodávek byly v přední části trupu vyzbrojeny čtyřmi kulomety místo dvěma 20mm kanóny. Vzhledem k rozdílným použitým motorům se jednotlivé verze odlišovaly tvarem krytů motorů a jejich průměrem a umístěním vstupů vzduchu do karburátorů. V prosinci 1937 Technická správa letectva navíc přiobjednala 50 lehkých bombardovacích letounů Potez 633-B2. Podobaly se strojům Potez 631, avšak mezi pilotem a radiotelegrafistou/střelcem byla umístěna pumovnice pro vertikálně uložené bomby a ve spodní části přídě v pravé horní části byl instalován vpřed zaměřený kulomet společně s okénky pro zaměření pum svrhovaných pilotem. Celková produkce dosáhla 71 kus.

Potez 63.11-A3 pozorovací jednotky GAO 510

O licenční stavbě verze Potez 636-C3 se uvažovalo i v Československu u firmy Avia, ale nakonec se licenčně stavěly technologicky jednodušší Tupolevy SB-2 jako Avie B-71. Do zahájení druhé světové války získaly ze zahraničních zájemců pouze Švýcarské vzdušné síly po jednom Potezu 630-C3 a 633-B2.
V sériové výrobě typové řady Potez 63 se v rámci SNCAN uplatnila specializovaná dělba práce. Trup a ocasní plochy vyráběla továrna v Caudebec-lès-Elbeuf, křídlo v Le Havre a kompletace probíhala v Méaulte a později v Les Mureaux. První sériový Potez 630 vzlétl v Méaulte v únoru 1938.
V srpnu 1938 byla zadána objednávka na 60 průzkumných Potezů 637-A3, přičemž prototyp Potez 637-01 vzlétl právě v létě tohoto roku. Podobal se stíhací verzi 631-C3 avšak s leteckými kamerami a světlicemi. Pod jeho trup byla zabudována zčásti prosklená gondola pozorovatele. Výzbroj tvořil jeden pevný a dva pohyblivé kulomety ráže 7,5 mm s možností zavěšení pum. Celkem bylo vyrobeno 61 letounů této varianty.
Průzkumný Potez 637-A3, sloužící od začátku války, byl považován pouze za přechodový typ. Již v létě roku 1938 objednala Technická správa letectva 70 slibnějších průzkumných letounů Potez 63.11-A3. Prototyp této verze vzlétl 31. prosince 1938. Tato verze se od svých předchůdců odlišovala upravenou přední a střední částí trupu s bohatě prosklenou přídí. Třímístný letoun byl určen k taktickému průzkumu a pozorování, ale také k přímé palebné podpoře pozemních jednotek. V motorových gondolách byly zabudovány pohonné jednotky Gnome-Rhône 14M-4/5 nebo M-6/7 s vrtulemi Ratier nebo Gnome-Rhône. Hlavňová výzbroj byla tvořena ze dvou pneumaticky ovládaných kulometů MAC vz. 34 uložených pod přídí trupu. Stejnou zbraň obsluhoval také radiotelegrafista/střelec v zadní části kabiny. Pod trupem a vnějšími částmi křídla mohlo být instalováno šest závěsníků. Dva křídelní byly určeny pro pumy do ráže 50 kg, zbylé pro osvětlovací pumy. Průzkumné stroje nesly obvykle letecké kamery typu Labrely F 30 a F 20. Letecké opravárenské dílny od konce roku 1939 a výrobce od jara 1940 instalovali pod trup další dva až tři vpřed zaměřené kulomety ráže 7,5 mm ve snaze zvýšit palebnou sílu. Místo zadního spodního kulometu byly v některých případech montovány tři vějířovitě uspořádané kulomety MAC vz. 34m39. Během květnových a červnových bojů se pod každou polovinou křídla mnohých strojů objevily dva protáhlé výstupky ukrývající kulomety MAC stejné ráže.

## Bojové užití

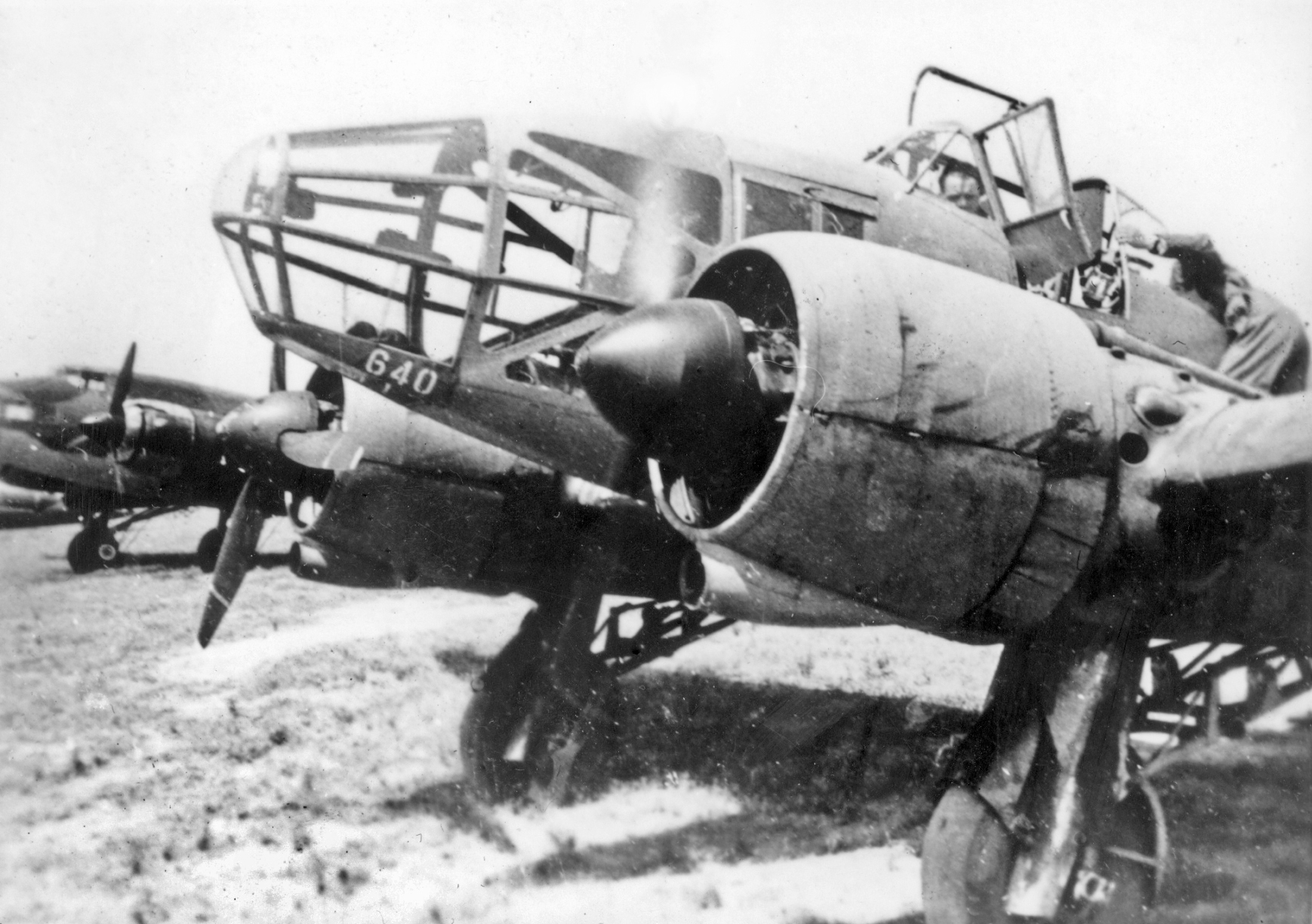
Potez 63.11-A3

První sériový Potez 630-C3 převzalo Armée de l'Air ke zkouškám koncem května 1938, následující kusy pak od srpna téhož roku. K 1. lednu 1939 bylo ve stavu francouzského letectva 45 Potezů 630 a 27 Potezů 631. V srpnu 1939 mělo letouny Potez 630 ve Francii a Africe ve stavu devět jednotek, Potez 631 dvanáct jednotek, Potez 633 jedna jednotka a Potez 637 dvě jednotky.
Letouny Potez 630 byly od února 1940 po úpravách přesunovány k výcviku. V březnu 1940 získala Potezy 631 námořní stíhací jednotka Flotille F1C, které rozdělila mezi letky AC1 a AC2, další stroje posílily noční stíhací jednotky. K 10. květnu 1940 měla Armée de l'Air u šesti nočních stíhacích Escadrille de Chase de Nuit 75 Potezů 631. Již během podivné války byly ze služby stahovány také Potezy 637-A3, které byly rovněž zařazeny k pilotnímu výcviku a nahrazovány Potezy 63.11.
Noční stíhací jednotky francouzského letectva dosáhly v bitvě o Francii čtyř potvrzených sestřelů a osmi pravděpodobných při ztrátě deseti Potezů 631. Úspěšnější Flotille F1C Aéronavale si připsala dvanáct sestřelů při ztrátě osmi letounů. Luftwaffe však záhy přestala operovat v noci a Potezům zbývaly spíše bitevní úkoly.
Po pádu Francie zůstalo v neokupované zóně 32 Potezů 630 a 112 Potezů 631, dalších 52 pak v severní Africe. Stroje využilo letectvo vlády ve Vichy v neokupované Francii, severní Africe, na Madagaskaru a v levantských koloniích. Po obsazení zbytku Francie získali Němci 134 Potezů 630/631, z nichž 53 bylo prodáno do Rumunska. Rumunské královské letectvo ještě převzalo dalších 10 Potezů 63.11-A3 a 20 Potezů 633-B2, třináct strojů této verze zakoupilo také Řecko.
První Potezy 63.11 převzaly do služby taktické průzkumné jednotky GR I/36 a GR II/36 v září 1939, od února 1940 také pozorovací jednotky GAO. Po pádu Francie se v jižní části země nacházelo 18 kusů letounů Potez 633, 12 Potez 637 a 221 Potez 63.11. V severní Africe bylo dalších 250 a v Sýrii 17 kusů Potez 63.11. Němci značný počet využili v Luftwaffe jako spojovací a cvičné. Na počátku roku 1944 bylo 31 těchto strojů předáno do Maďarska k výcviku pilotů Me 210.
Celkem 6 strojů Potez 630/631 bylo zařazeno do Jugoslávského královského letectva.

## Uživatelé

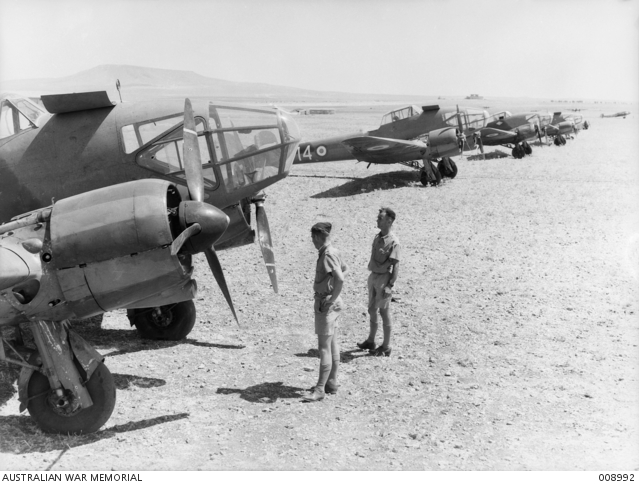
Potezy 63.11, Aleppo, Sýrie, 1941

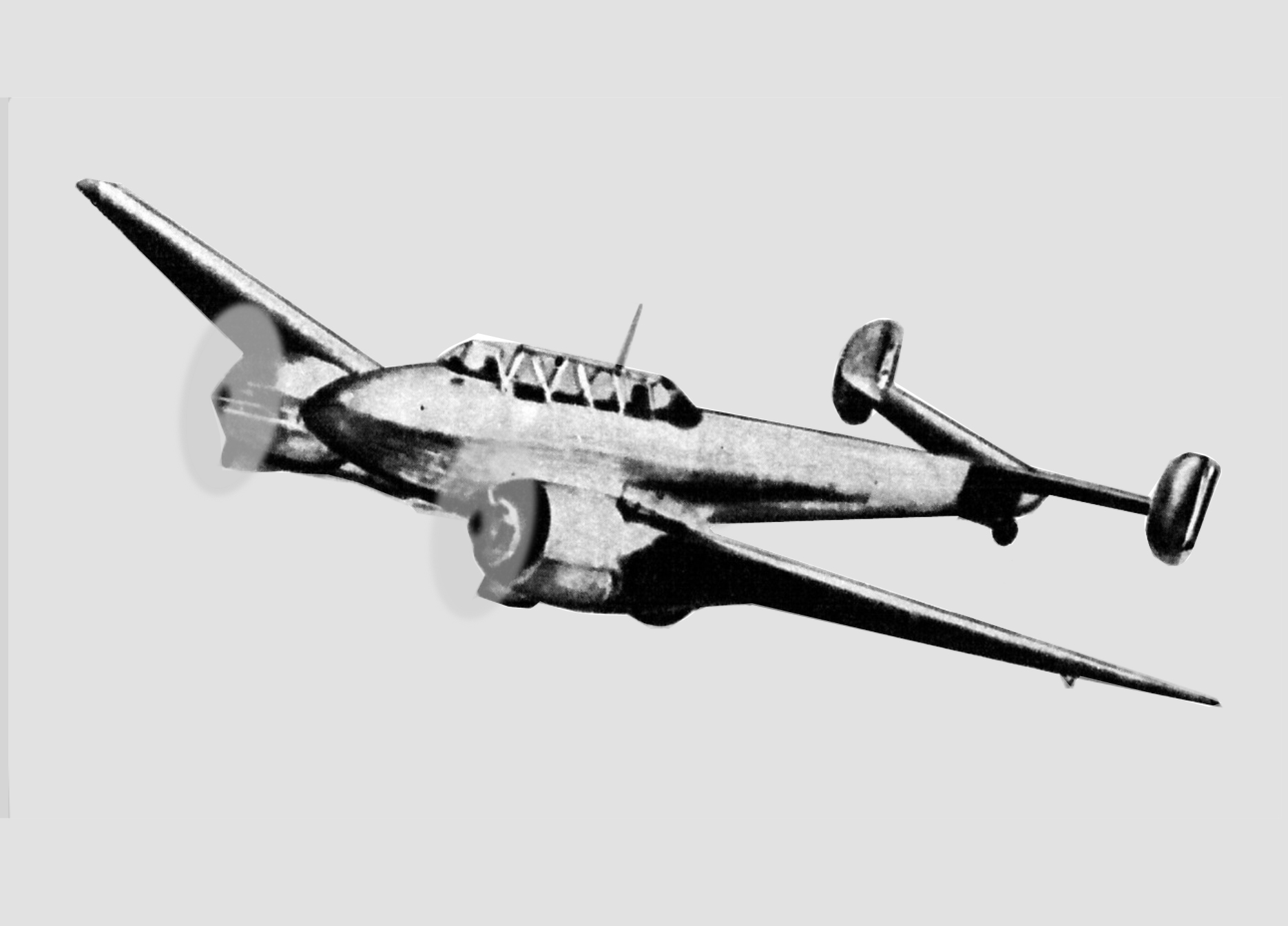
Potez 633-B2

### Vojenští
- Francie
  - Armée de l'air
    - Armée de l'air de l'armistice
    - Forces aériennes françaises libres[1]

  - Aéronavale
- Království Srbů, Chorvatů a Slovinců
  - Jugoslávské královské letectvo
- Maďarské království
  - Maďarské královské letectvo
- Německá říše
  - Luftwaffe
- Rumunské království
  - Rumunské královské letectvo
- Řecko
  - Řecké královské letectvo
- Švýcarsko
  - Švýcarské vzdušné síly

### Civilní
- Francie
  - Air Bleu[pozn. 1]

## Specifikace (Potez 630 C.3)

Třípohledový nákres Potez 630

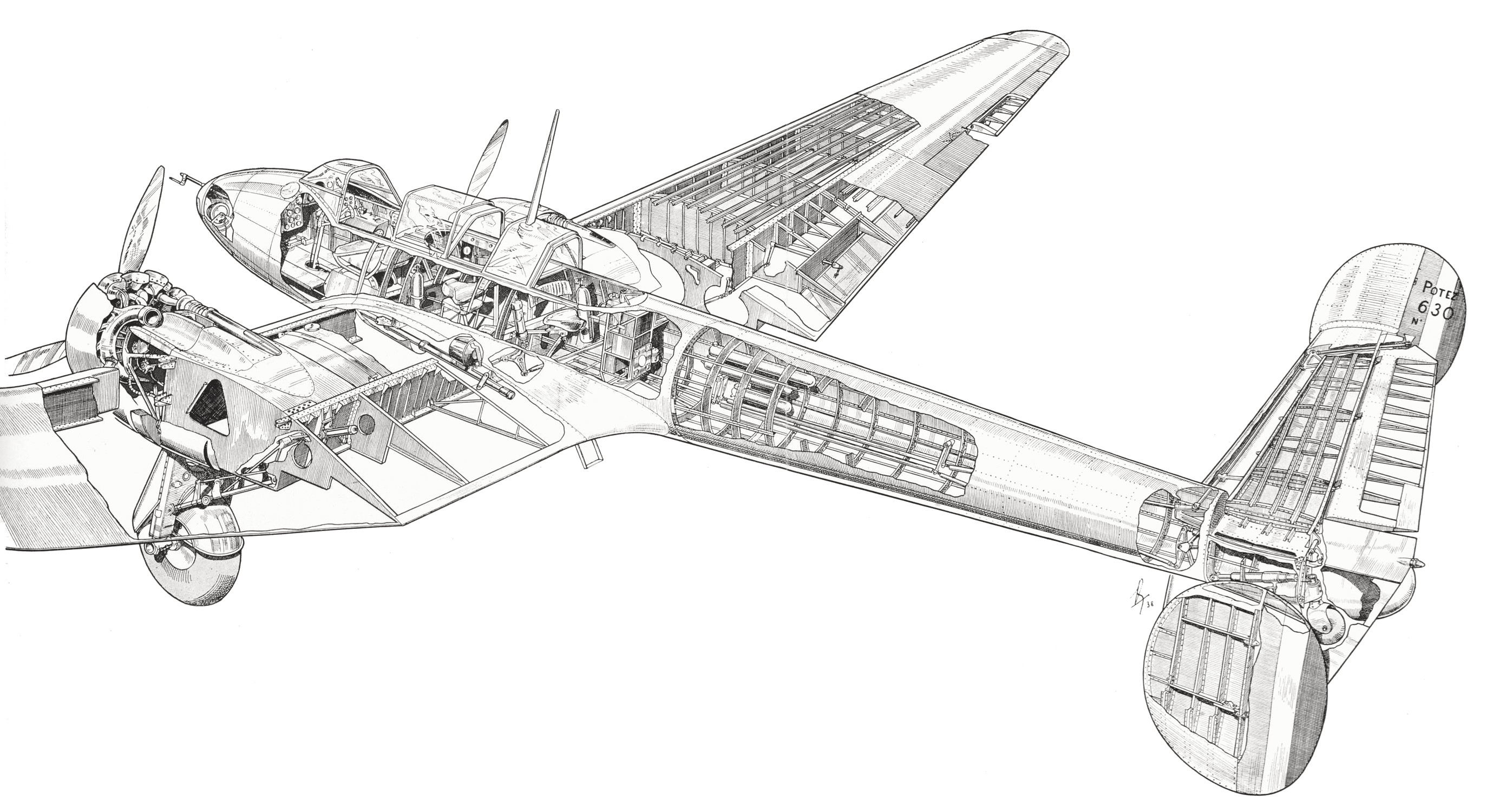
Potez 630 v řezu

Údaje podle

### Technické údaje
- Osádka: 3
- Rozpětí: 16,00 m
- Délka: 11,07 m
- Výška: 3,62 m
- Nosná plocha: 32,74 m²
- Hmotnost prázdná: 2808 kg
- Vzletová hmotnost: 3850 kg
- Pohonná jednotka: 2 × vzduchem chlazený dvouhvězdicový čtrnáctiválec Hispano-Suiza HS 14AB-02/03 či -10/11
- Výkon pohonné jednotky: 725 k (533 kW) každá

### Výkony
- Maximální rychlost ve výšce 4000 m: 448 km/h
- Cestovní rychlost ve výšce 4000 m: 320 km/h
- Výstup do výšky 4000 m: 6 min
- Dostup: 9000 m
- Dolet: 760 km
- Maximální dolet: 1300 km

### Výzbroj
- 2 × pevný 20mm kanón Hispano Suiza HS.9 nebo HS.404 (anebo 1 × kanón a 1 × kulomet MAC 1934)[pozn. 2]
- 1 × pohyblivý 7,5mm kulomet MAC 1934